# Gerold Schuler
Gerold Schuler (* 9. Januar 1951) ist ein deutscher Dermatologe und Hochschullehrer. Sein Forschungsschwerpunkt ist die Immunabwehr, insbesondere die Rolle der dendritischen Zellen und die Erforschung des Malignen Melanoms. Schuler beschäftigt sich zudem mit Krebs-Impfungen. Er ist seit 2010 Mitglied der Leopoldina.

## Werdegang
Von 1969 bis 1975 studierte er Medizin an der Universität Innsbruck. Anschließend arbeitete er bis 1977 am Institut für Histologie und Embryologie selbiger Universität. An der dortigen Universitätsklinik absolvierte er 1977 bis 1983 die Ausbildung zum Facharzt für Haut‐ und Geschlechtskrankheiten. 1984 erlangte er die Habilitation. Von 1995 bis 2019 war er Lehrstuhlinhaber des Lehrstuhls für Haut- und Geschlechtskrankheiten am Universitätsklinikum Erlangen. Das zugehörige Institut hieß seit 1972 Dermatologische Universitätsklinik mit Poliklinik und wurde 2005 in Hautklinik umbenannt. 2006 erhielt Schuler den Deutschen Krebspreis. Im September 2011 zog die Hautklinik unter seiner Leitung in das INZ („Internistisches Zentrum“) um.

## Publikationen
- Brauchen wir Wissenschaft im Medizinstudium?. Erlangen/Jena 2000.[4]
- mit S. Berchtold/A. Steinkasserer/u. a.: The human dendritic cell marker CD83 maps to chromosome 6p23, In: Annals of Human Genetics 63, 2003.[5]
- mit M. Baiter/A. Hartmann/u. a.: Pathogenetic Implications of BRAF Mutation Distribution in Stage IV Melanoma Patients, In: Dermatology 231 (2015), Erlangen/Nürnberg 2015, S. 127–133.
- mit D. Harrer/B. Simon/u. a.: RNA-transfection of γ/δ T cells with a chimeric antigen receptor or an α/β T-cell receptor: a safer alternative to genetically engineered α/β T cells for the immunotherapy of melanoma, In: BMC Cancer Vol. 17 (2017), Erlangen 2017.
- mit J. Dörrie/N. Schaft/B. Schuler-Thurner: Therapeutic Cancer Vaccination with Ex Vivo RNA-Transfected Dendritic Cells—An Update, In: Pharmaceutics Vol. 12, Erlangen 2020.